# Eszkorcén
Eszkorcén románul: Scorțeni, községközpont Romániában, Moldvában, Bákó megyében.

## Fekvése
Bákótól nyugatra fekvő település.

## Története
Eszkorcén románul: Scorțeni, községközpont, melyhez 6 falu: Bogdănești, Florești, Grigoreni, Eszkorcén (Scorțeni), Stejaru és Șerpeni tartozik. A 2011-es népszámláláskor 2676 lakosa volt.